# Jan Mikruta
Jan Mikruta (ur. 1979) – polski dziennikarz radiowy i telewizyjny.

## Życiorys
W 1995 rozpoczął pracę w Polskim Radiu Bis, od 1998 był w Informacyjnej Agencji Radiowej Polskiego Radia. W 2001 został dziennikarzem RMF FM. Wiosną 2003 wraz z Przemysławem Marcem jako jedyni polscy dziennikarze relacjonowali z oblężonego Bagdadu w czasie wojny w Iraku. Mikruta i Marzec są też autorami książki Bagdad. 67 dni, będącej opisem tamtych wydarzeń. Jan Mikruta był też w Betlejem (podczas konfliktu izraelsko-palestyńskiego) oraz na Sri Lance po tym, jak wyspę zniszczyło tsunami.
Od 2005 był korespondentem RMF FM w Waszyngtonie. Od 2007 został reporterem Wydarzeń w Telewizji Polsat i Polsat News. Obecnie jest jednym z głównych gospodarzy (obok Grzegorza Dobieckiego, Grzegorza Kozaka i Agnieszki Laskowskiej) programu Dzień na świecie na antenie Polsat News.